# Киёв
Киёв (чеш. Kyjov, нем. Gaya, Geyen) — город в исторической области Моравия района Годонин Южноморавского края, Чехия.
Центр города расположен в долине реки Киёвка на её левом берегу на высоте 190 м над уровнем моря. Наивысшая точка города на высоте 462,7 м над уровнем моря. Находится в 25 км к юго-западнее Угерске-Градиште в окружении Кийовских холмов, к северу от города простирается Хржибский горный массив.
Кадастровая площадь — 29,88 км². Административно подразделяется на 4 части: Киёв, Богуславице, Боршов и Нетчице.

## История
Впервые письменно упоминается в документе за 1126 год, до 1539 года принадлежал Градискому монастырю близ Оломоуца. С 1201 года стало называться городом, в 1284 году король Вацлав II разрешил строительство городских укреплений. Владислав II Ягеллон даровал городу магдебурское право в 1515 году и привилегию использовать красную восковую печать.
В 1701 году в городе поселились капуцины, между 1713 и 1720 годами они построили на рыночной площади новую церковь, которая в 1723 году была посвящена святой покровительнице Успения (фреска Марии над порталом) и моравским святым покровителям Св. Кириллу и Мефодию. После того, как монастырь был распущен в 1784 году, капуцины были изгнаны из города.
Во время немецкой оккупации в годы Второй мировой войны еврейское население было депортировано в концлагеря, и лишь немногие пережили этот период. Синагога, расположенная недалеко от ратуши, в этот период пострадала от вандализма (ее снесли только в 1962 году в рамках реконструкции города). Сегодня в память о ней установлен памятный камень. 28 апреля 1945 года город освободили части Красной Армии.
После Второй мировой войны город значительно расширился. Здесь были созданы новые промышленные и обслуживающие предприятия, расширилась больница, появились новые поселки с соответствующей инфраструктурой. Важнейшие государственные предприятия включали стекольный завод, крупную мельницу и винтовой завод. Важное значение имело также интенсивное сельское хозяйство в окрестностях города с выращиванием вина, фруктов и овощей. В ходе областной реформы 1960 года Город утратил статус районного центра, но остается экономическим и культурным центром окружающего района.

## Население
На начало 2023 года здесь проживало 10 844 человека.
| Год  | Численность | Численность |
| ---- | ----------- | ----------- |
| 1869 | 5185        | [ 7 ]       |
| 1880 | 5564        | [ 7 ]       |
| 1890 | 6079        | [ 7 ]       |
| 1900 | 6819        | [ 7 ]       |
| 1910 | 7397        | [ 7 ]       |
| 1921 | 7265        | [ 7 ]       |
| 1930 | 7299        | [ 7 ]       |
| 1950 | 7644        | [ 7 ]       |
| 1961 | 9081        | [ 7 ]       |
| 1970 | 10 792      | [ 7 ]       |
| 1980 | 12 632      | [ 7 ]       |
| 1991 | 12 920      | [ 7 ]       |
| 2001 | 12 413      | [ 7 ]       |
| 2014 | 11 448      | [ 8 ]       |
| 2016 | 11 405      | [ 9 ]       |
| 2017 | 11 368      | [ 10 ]      |
| 2018 | 11 295      | [ 11 ]      |
| 2019 | 11 218      | [ 12 ]      |
| 2020 | 11 185      | [ 13 ]      |
| 2021 | 11 105      | [ 14 ]      |
| 2022 | 10 849      | [ 15 ]      |
| 2023 | 10 844      | [ 16 ]      |
| 2024 | 10 799      | [ 5 ]       |

Находится на железнодорожной линии Брно — Весели-над-Моравоу.

## Известные уроженцы
- Барта, Ян — велогонщик, олимпиец
- Лейсал, Мартин — футболист
- Сэйнт, Сильвия — порномодель
- Тихий, Мирослав — художник
- Шнайдер, Эрнест — изобретатель

## Города-побратимы
- Холлабрунн, Австрия
- Серавецца, Италия
- / Призрен, Республика Косово/Сербия
- Луцк, Украина
- Ивто, Франция
- Биоград-на-Мору, Хорватия

## Достопримечательности
- Замок XVI века
- Ратуша на Рыночной площади, построенная в 1561/62 г. в стиле ренессанс
- Часовня Святого Мартина
- Барочная церковь Успения Девы Марии на рыночной площади
- Часовня Святого Роха
- Марианская колонна в стиле барокко 1620 г. перед ратушей

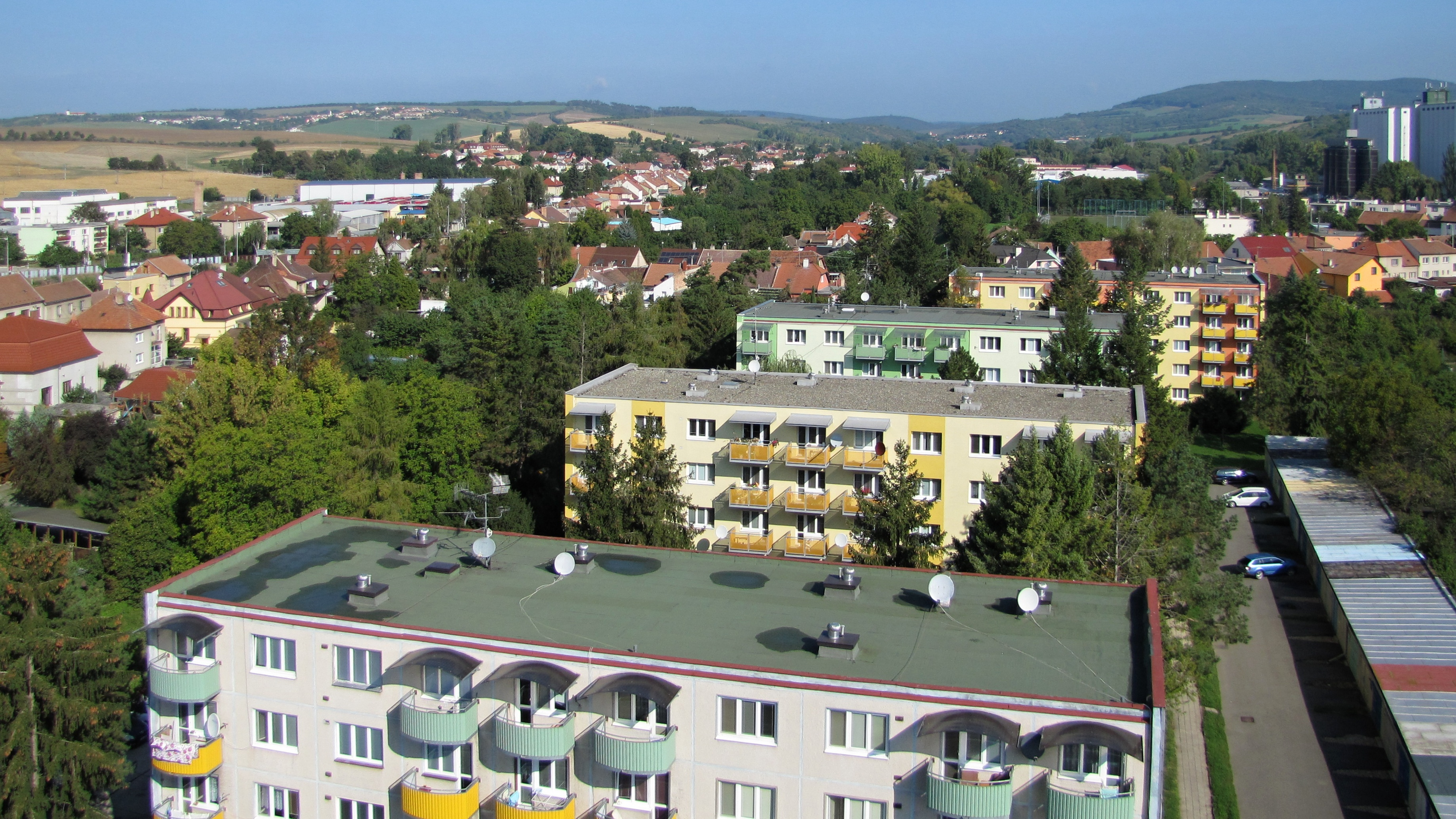
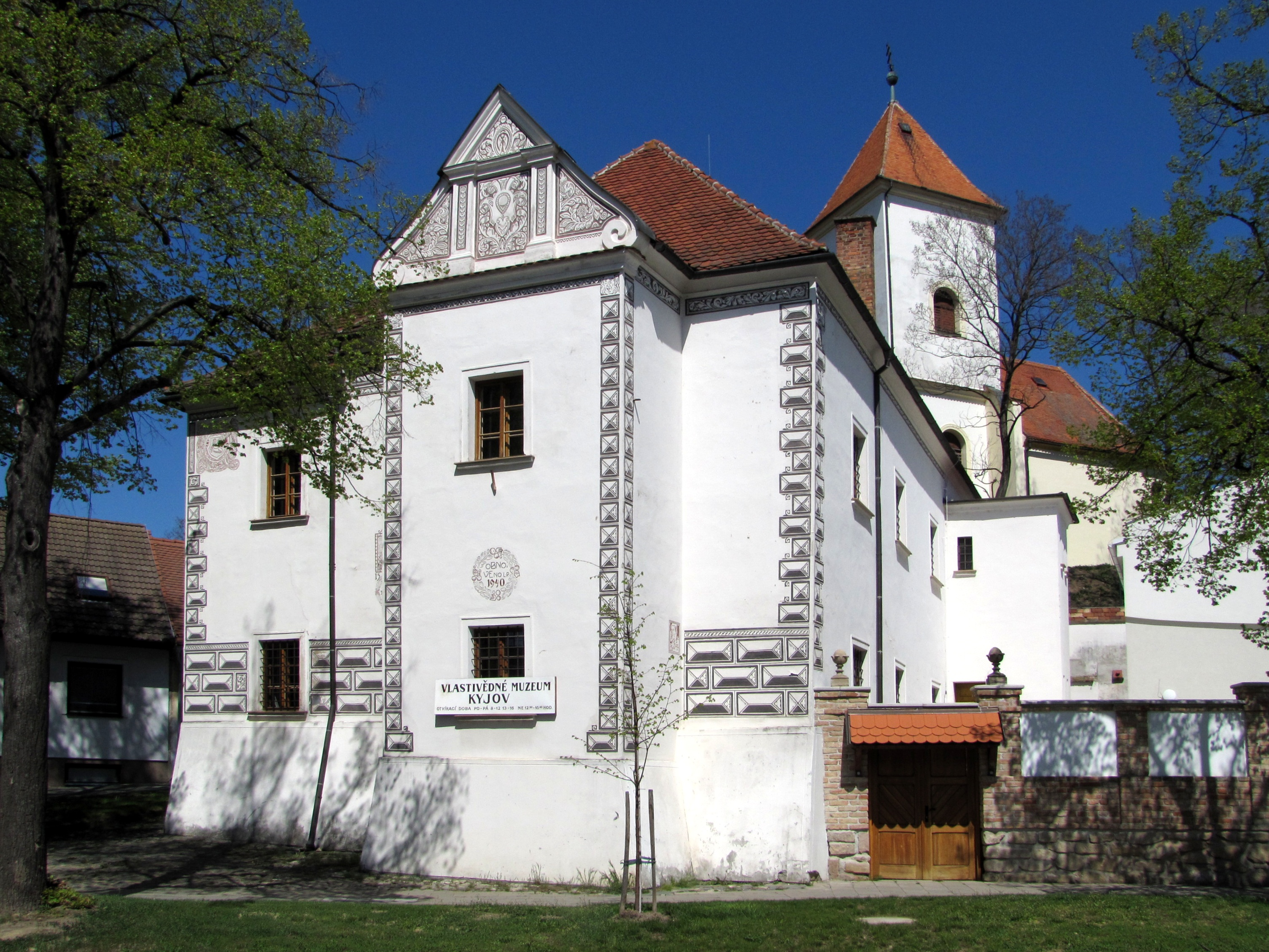
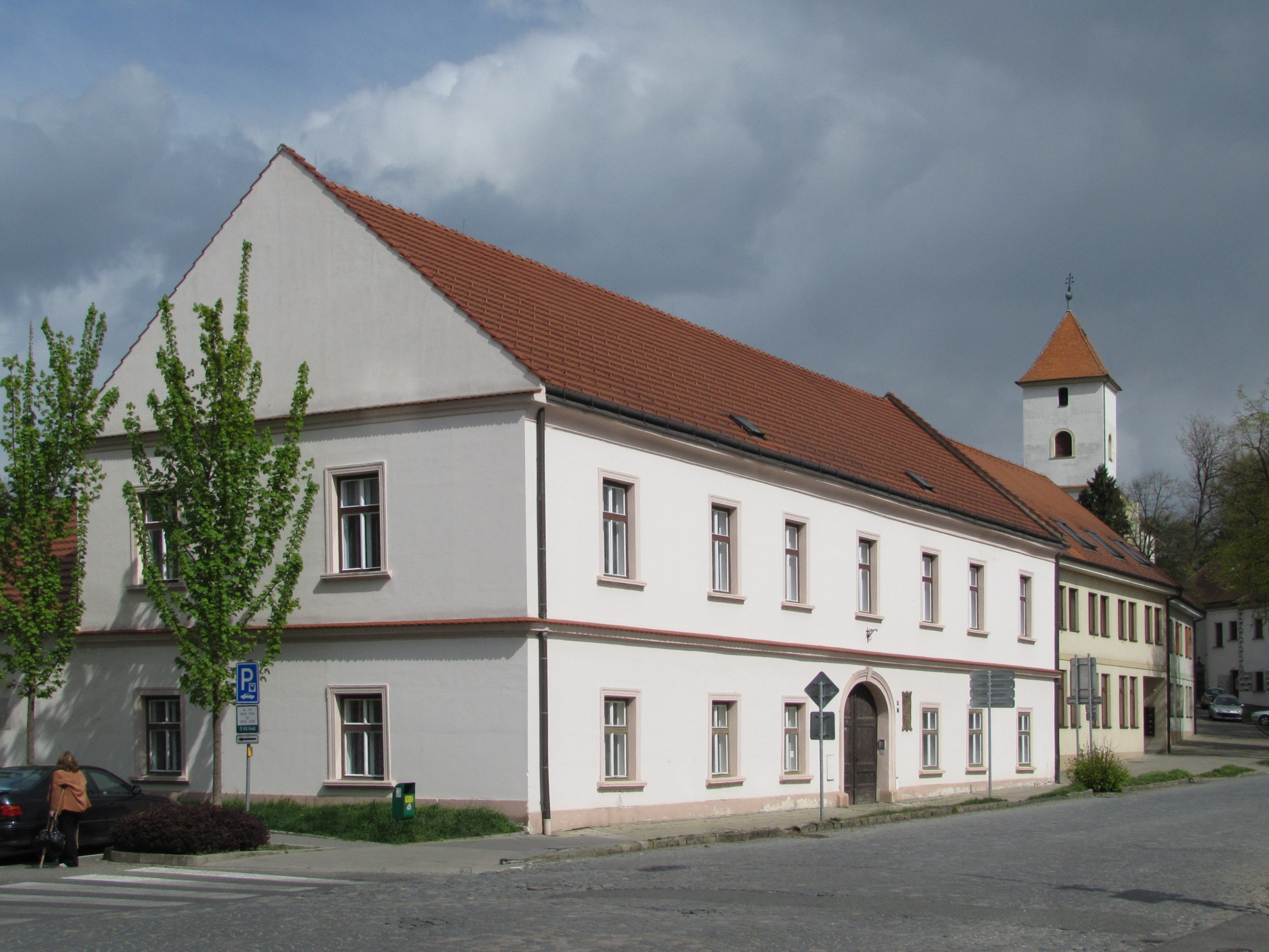
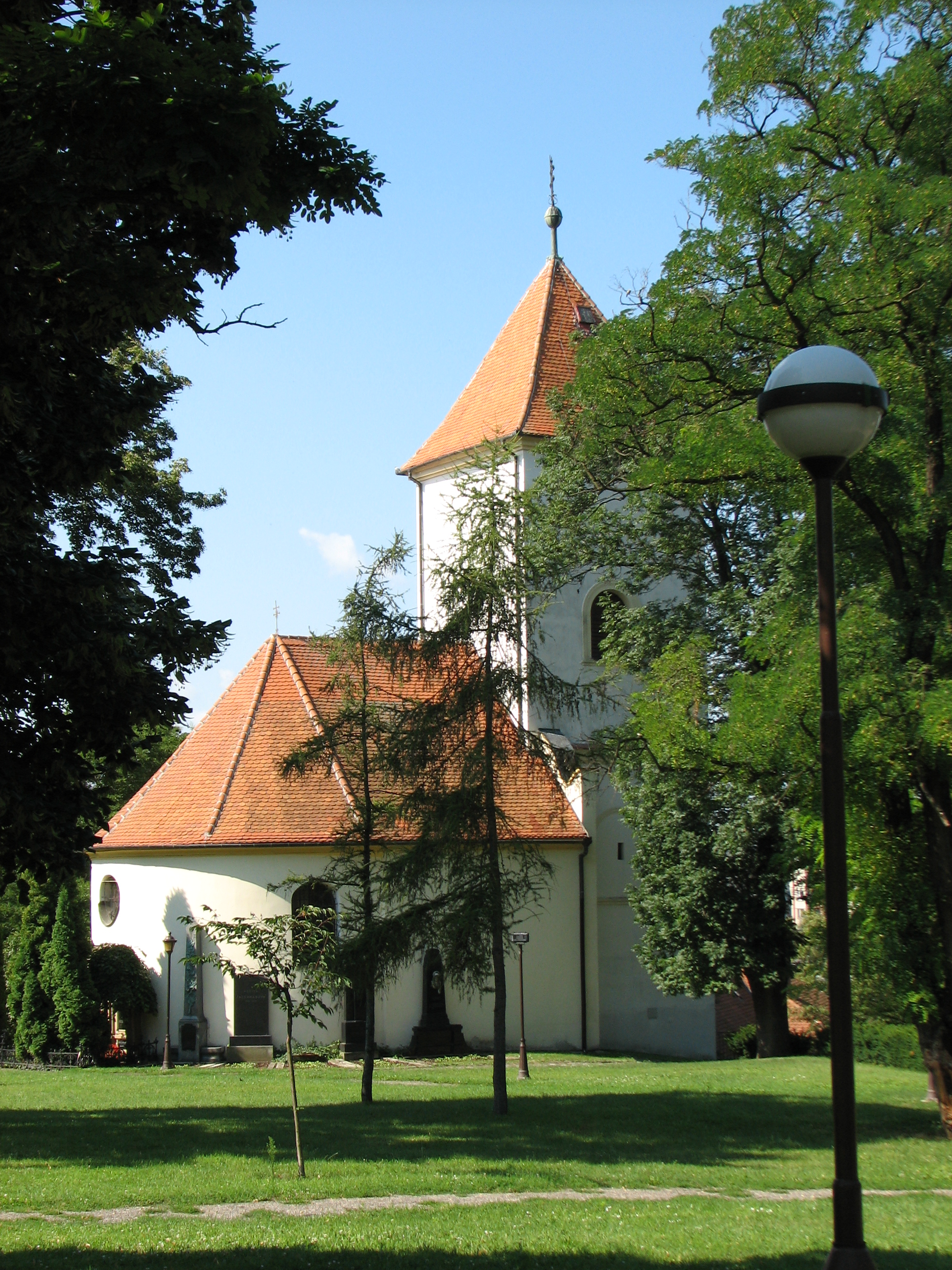
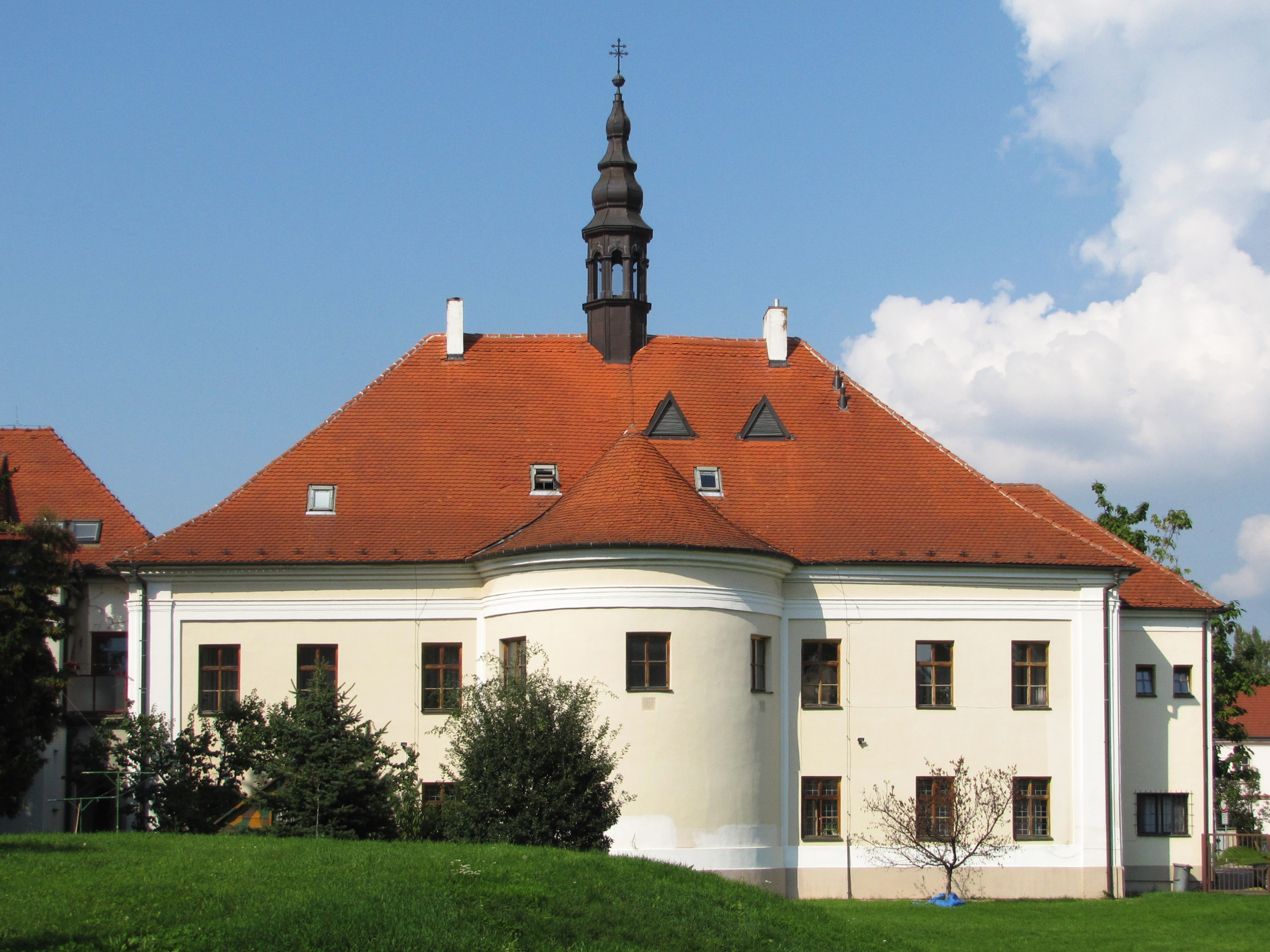
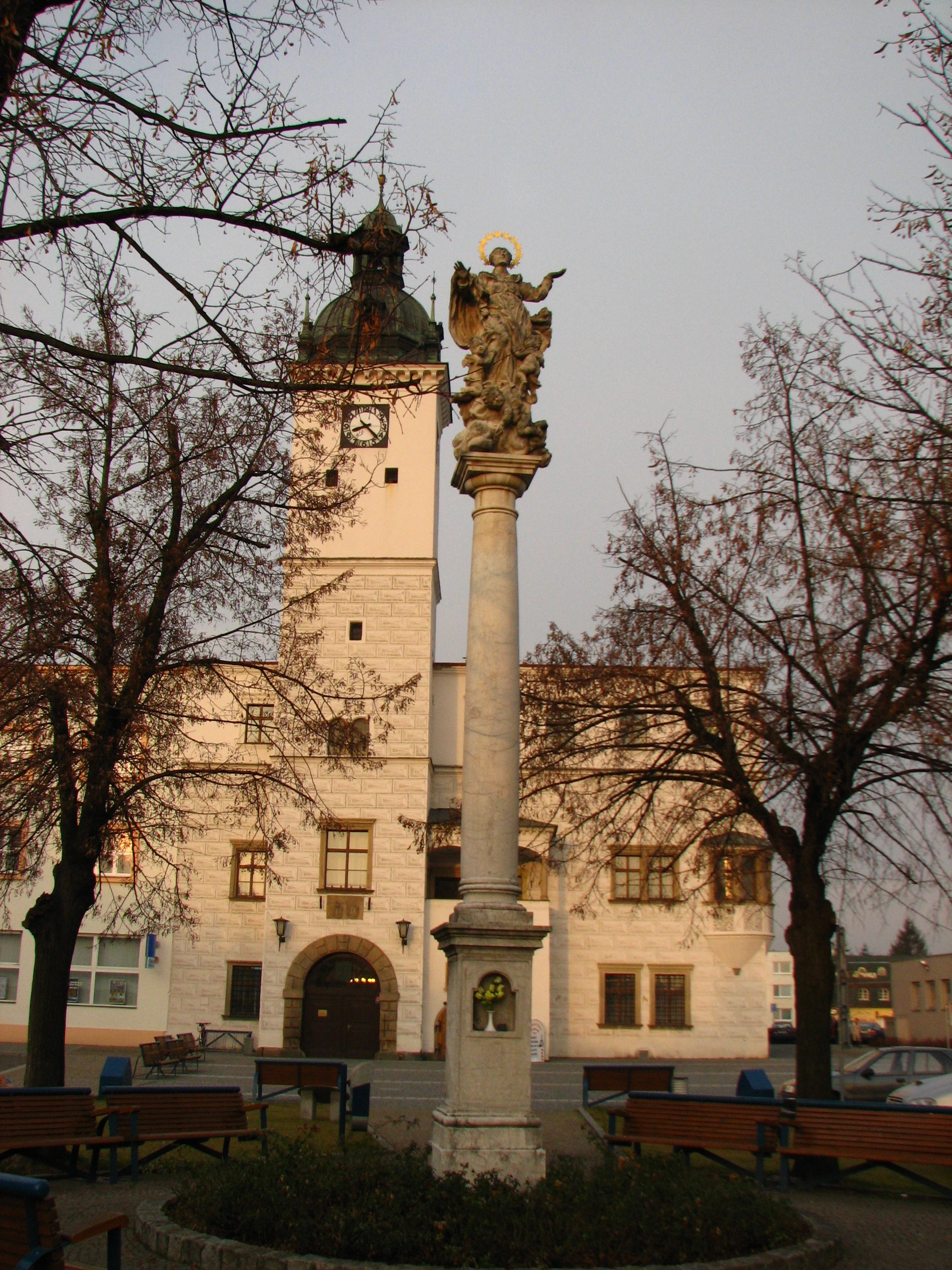
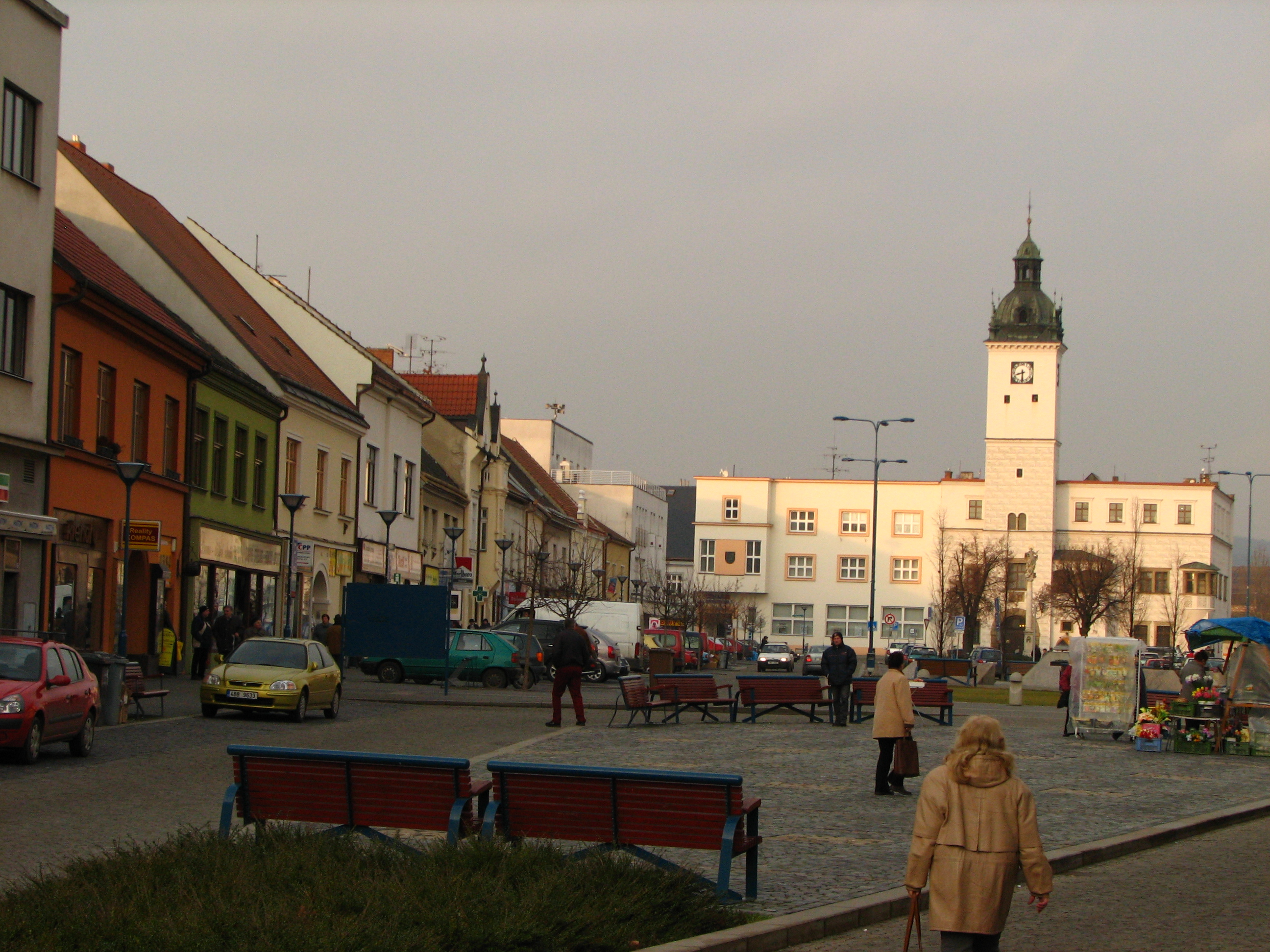
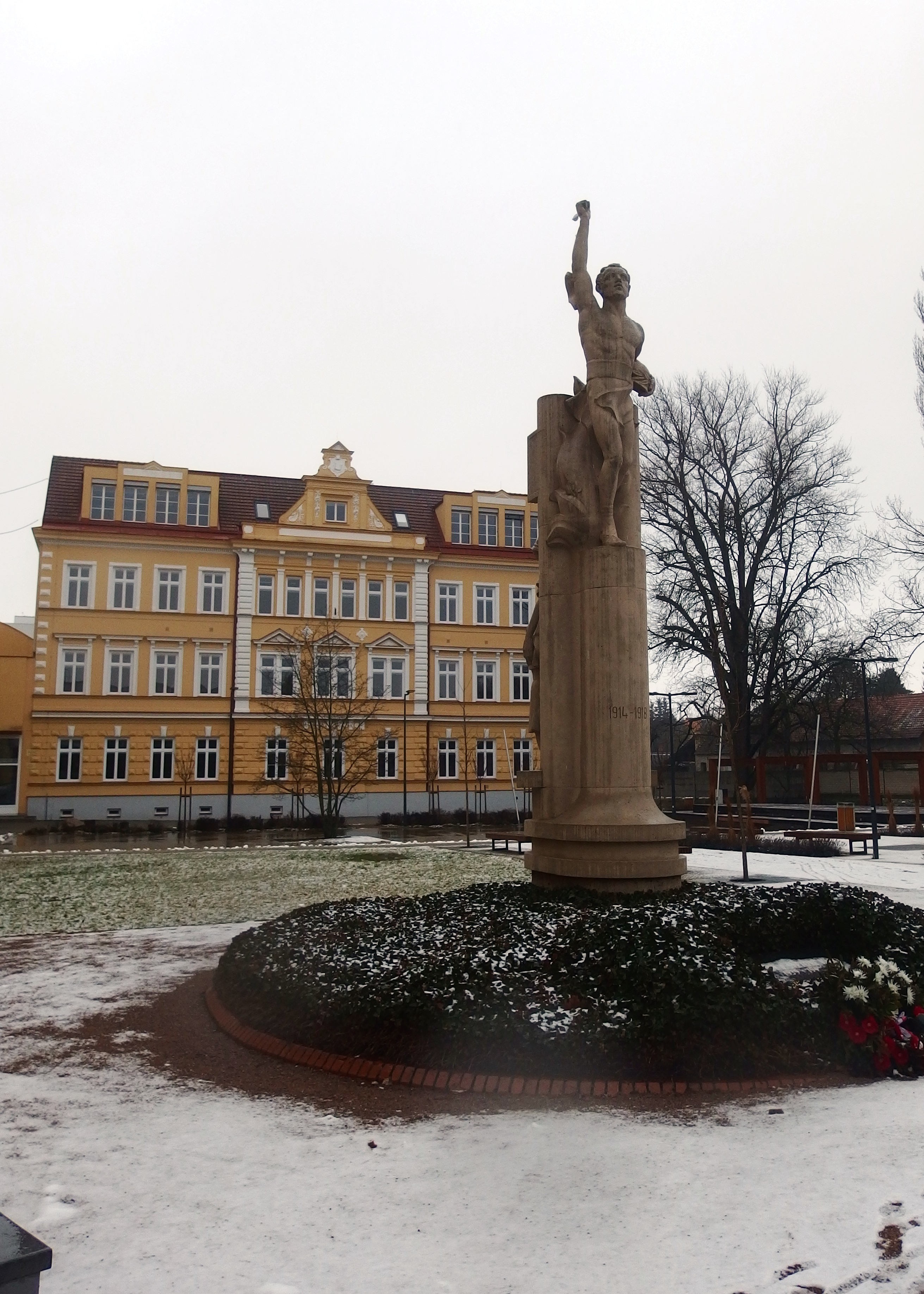